# Heinrich Lossow
Heinrich Lossow (10 de Março de 1843, em Munique, Reino da Baviera – 19 de Maio de 1897, em Schleißheim, Áustria-Hungria) foi um pintor de gênero e ilustrador alemão, tendo influências do estilo Rococó. Ele foi um pornógrafo prolífico em seu tempo livre, hoje em dia muito buscadas por colecionadores.

## Biografia

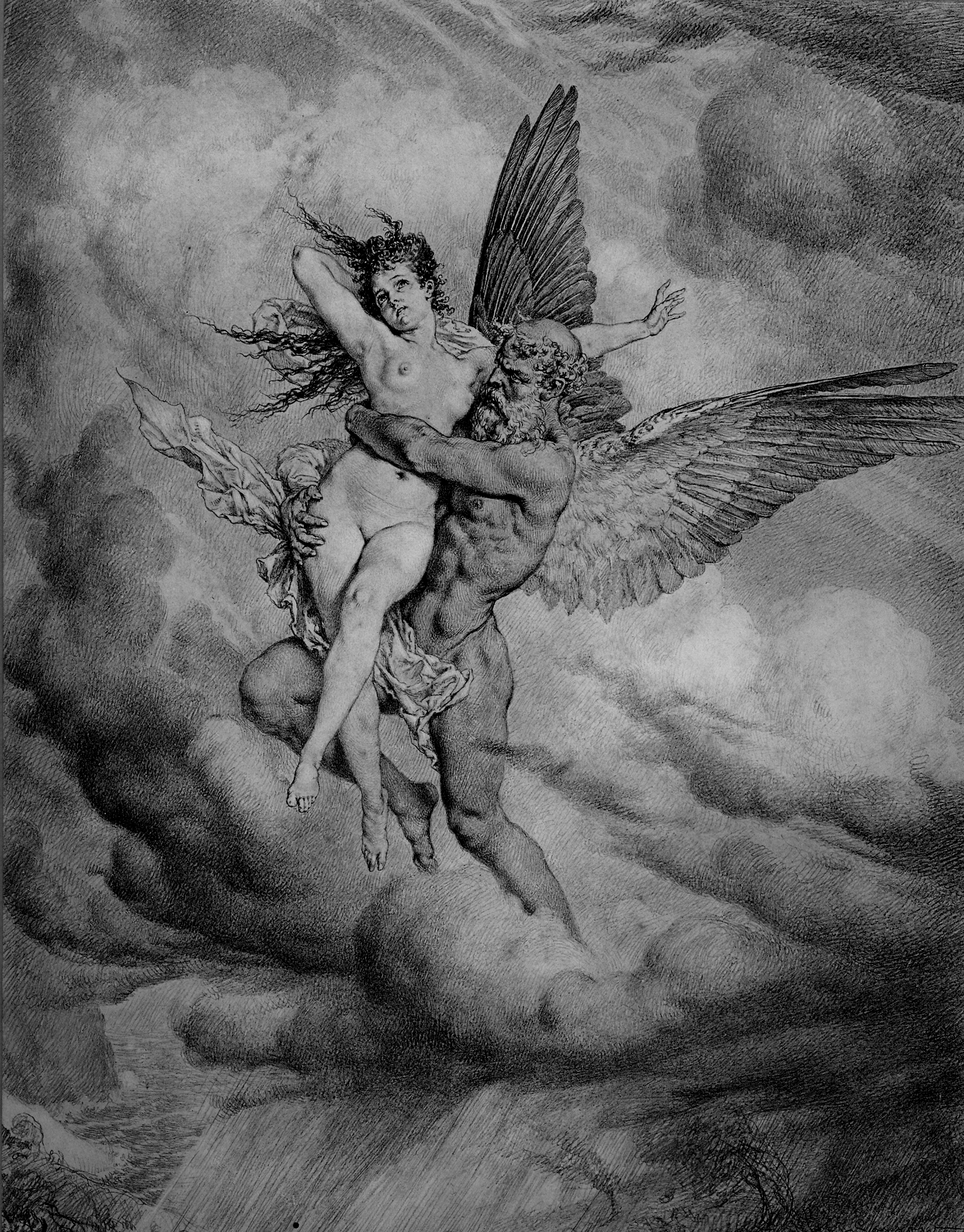
Boreas et Orithya Bóreas e Orithya, 1880

O pai de Heinrich Lossow foi Arnold Hermann Lossow, um escultor de Bremen. Seu pai se mudou para Munique em 1820 para estudar com Ernst Mayer. Em Munique, Arnold Hermann Lossow se casou e teve três crianças: Carl Lossow em 1835, Friedrich Lossow em 1837, e Heinrich Lossow em 1843. Os três meninos tinham uma afinidade com a arte, Carl se tornou um pintor histórico, enquanto Friedrich se tornou um pintor de animais.
Ele treinou inicialmente com seu pai, mas passou a estudar, juntamente de eu irmão Friedrich, com Karl Theodor von Piloty na Academia de Belas Artes de Munique. Mais tarde ele fez várias viagens de estudo para a França e a Itália.
A partir dessas viagens ele trouxe muitas impressões e esboços, que depois se tornaram a base de muitas de suas pinturas no estúdio. Algumas das obras de Lossow apoiaram-se no rococó, considerado por contemporâneos como "picante" ou pornográfico. Em Ein treuer Diener seiner Frau (Um servo Fiel de sua Esposa) e Eine Mappe mit acht erotischen Radierungen (Um Portfólio de oito Gravuras eróticas) assinou com o pseudônimo de Gaston Ferran, em Paris, por volta de 1890.
Além disso, Lossow também fazia trabalhos como ilustrador para várias editoras. Trabalhou para obras de Shakespeare , Goethe e Schiller, uma das mais conhecidas foi uma edição de The Merry Wives of Windsor de Shakespeare.

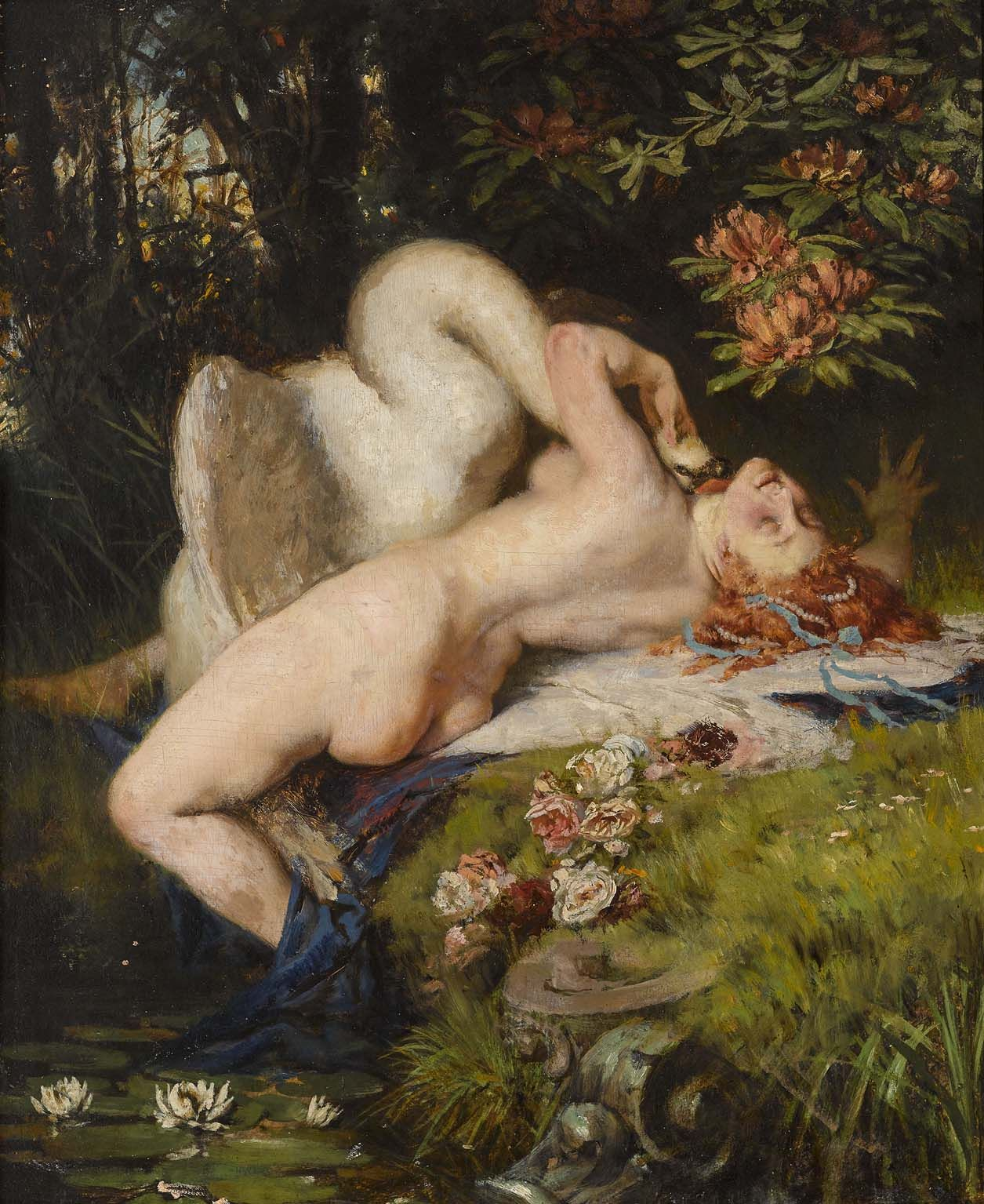
Leda und der Schwan [Leda e o cisne

Mais tarde em sua vida, ele serviu como curador no Castelo de Schleissheim.

## Obras
- Die Putzmacherin [A sala de estar]
- Die Sphinx und der Dichter [A Esfinge e o poeta] para Heinrich Heine
- Die überraschte Schäferin [A pastora surpresa]
- Erinnerung [Lembrança]
- Flitterwochen [Lua de mel]
- Musikalische Unterhaltung [Passatempos musicais]
- Triomphe de Cupidon. 12 dessins érotiques [Triunfo do Cupido. 12 desenhos eróticos], 1881.
- Kabale und Liebe [Cabala e amor], ilustração.[5]

## Galeria

### Servo Fiel de sua Esposa

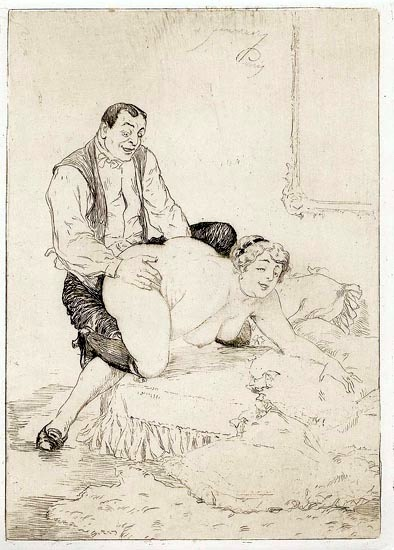
Parte da sua série Faithful Servant (Treuer Diener seiner Frau)
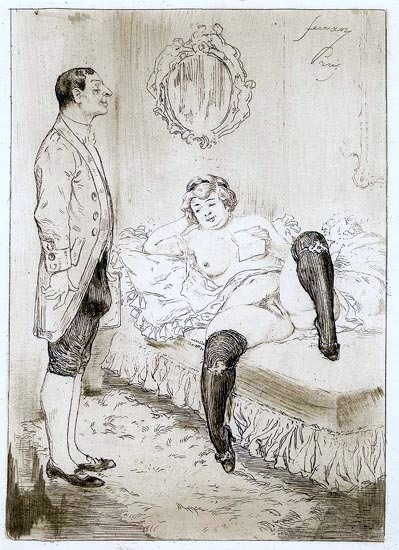
Parte da sua série Faithful Servant (Treuer Diener seiner Frau)
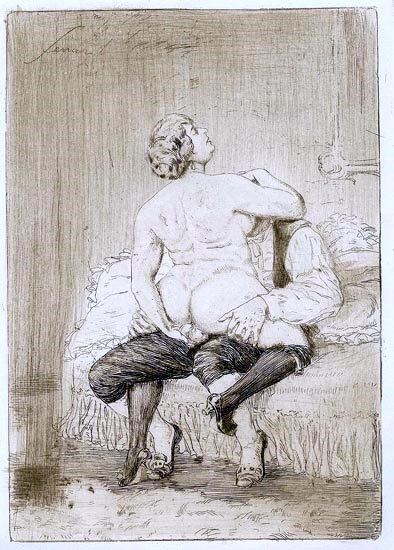
Parte da sua série Faithful Servant (Treuer Diener seiner Frau)
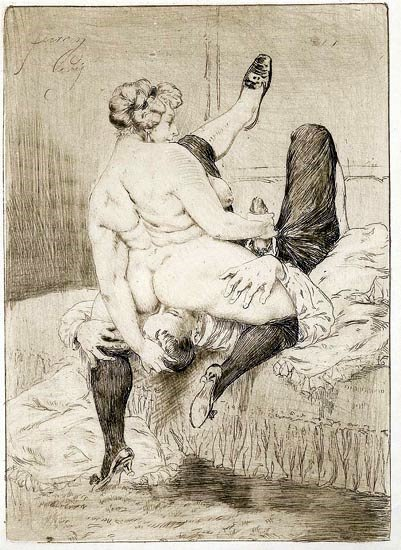
Parte da sua série Faithful Servant (Treuer Diener seiner Frau)
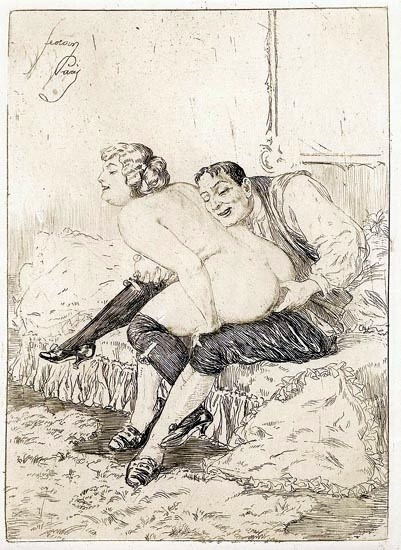
Parte da sua série Faithful Servant (Treuer Diener seiner Frau)

### Ilustrações para Glaspalast München

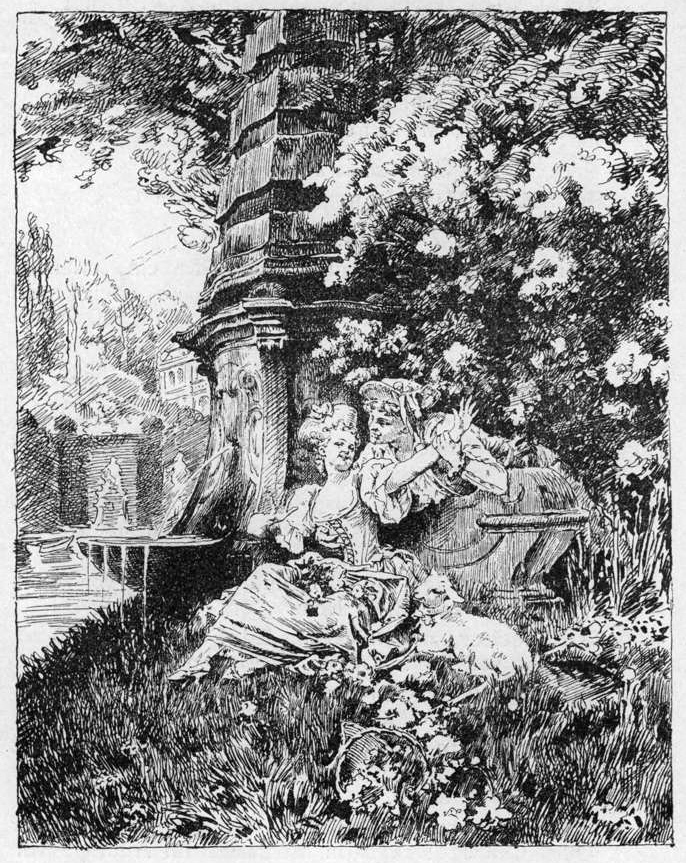
Ilustração para Glaspalast München (1883)
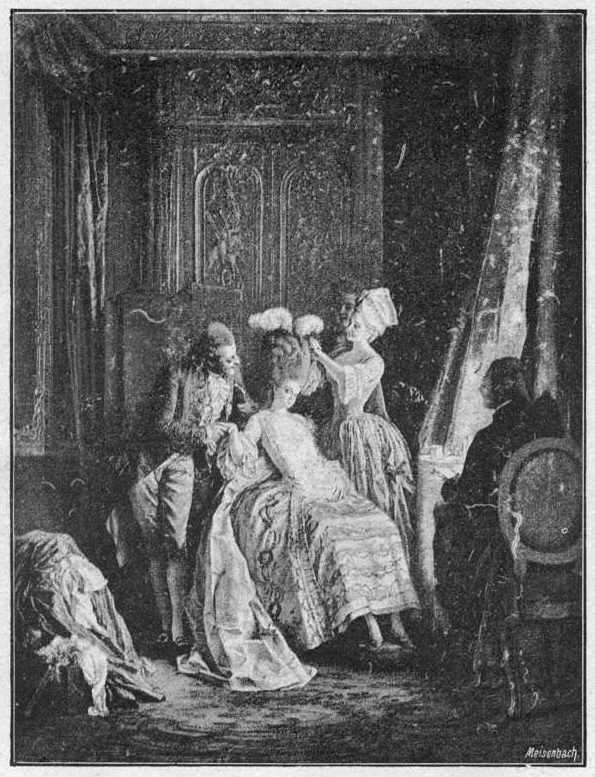
Ilustração para Glaspalast München (1888)
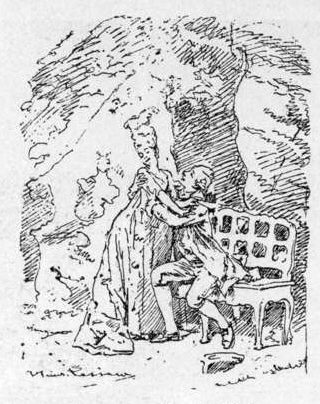
Ilustração para Glaspalast München (1890)
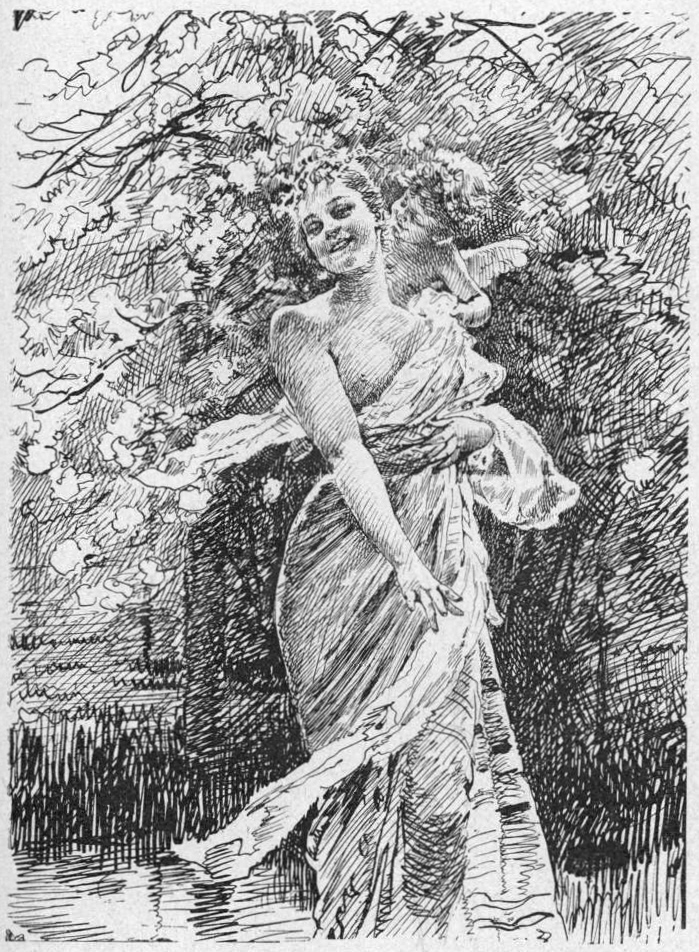
Ilustração para Glaspalast München (1891)

### Pinturas

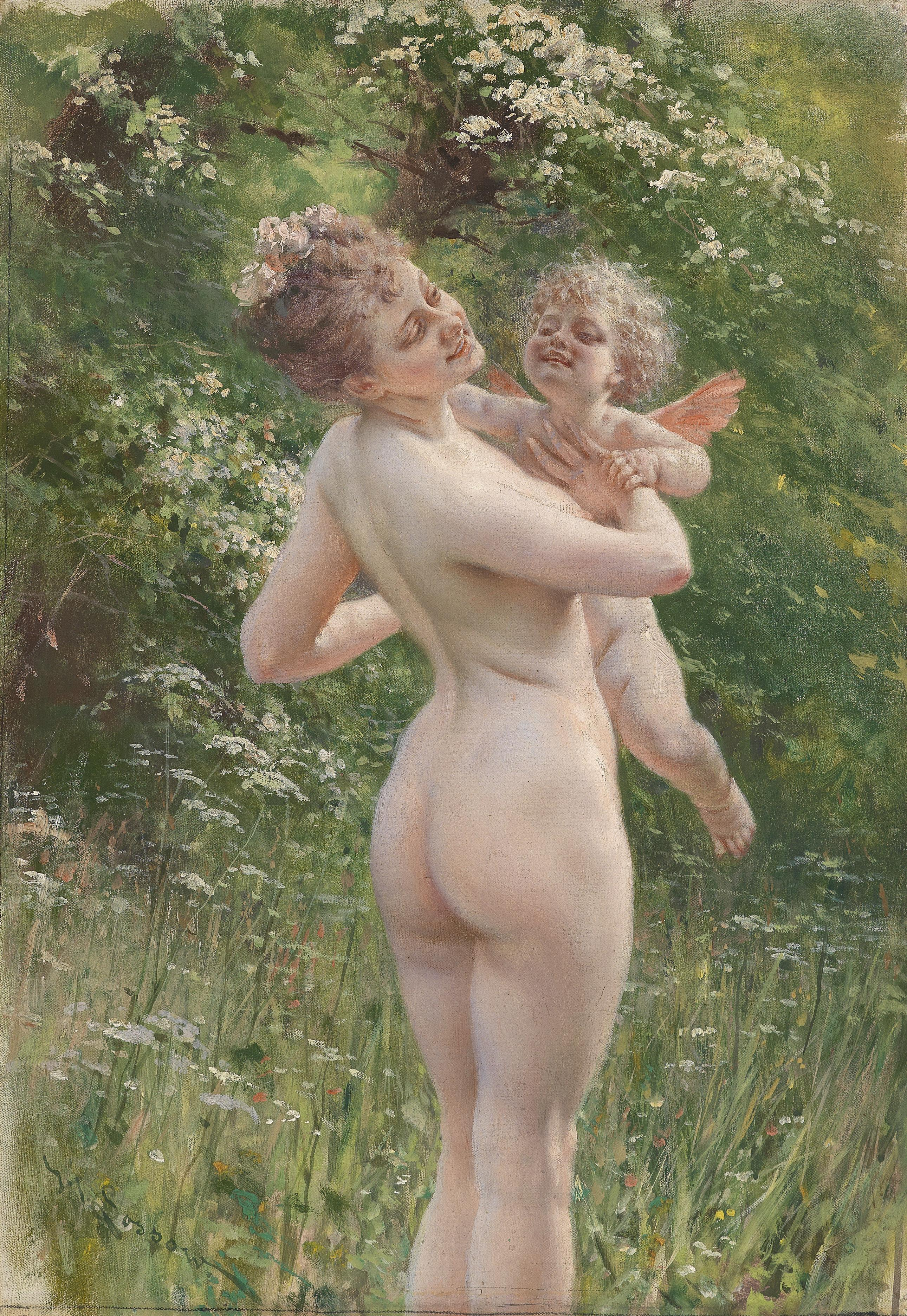
Love Whispers (1897)
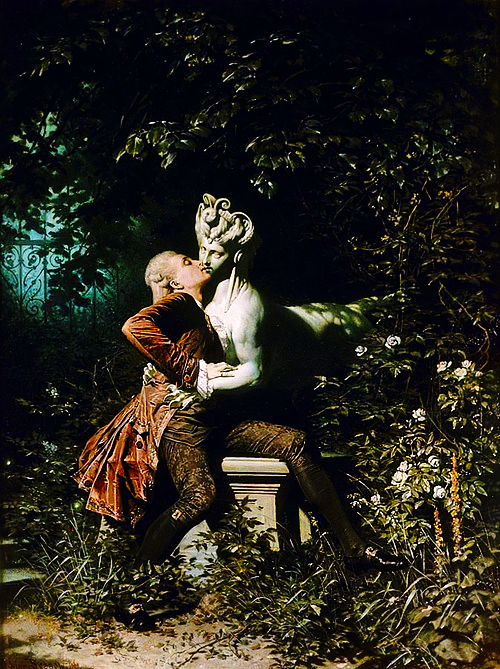
The Sphinx and the Poet (1868)
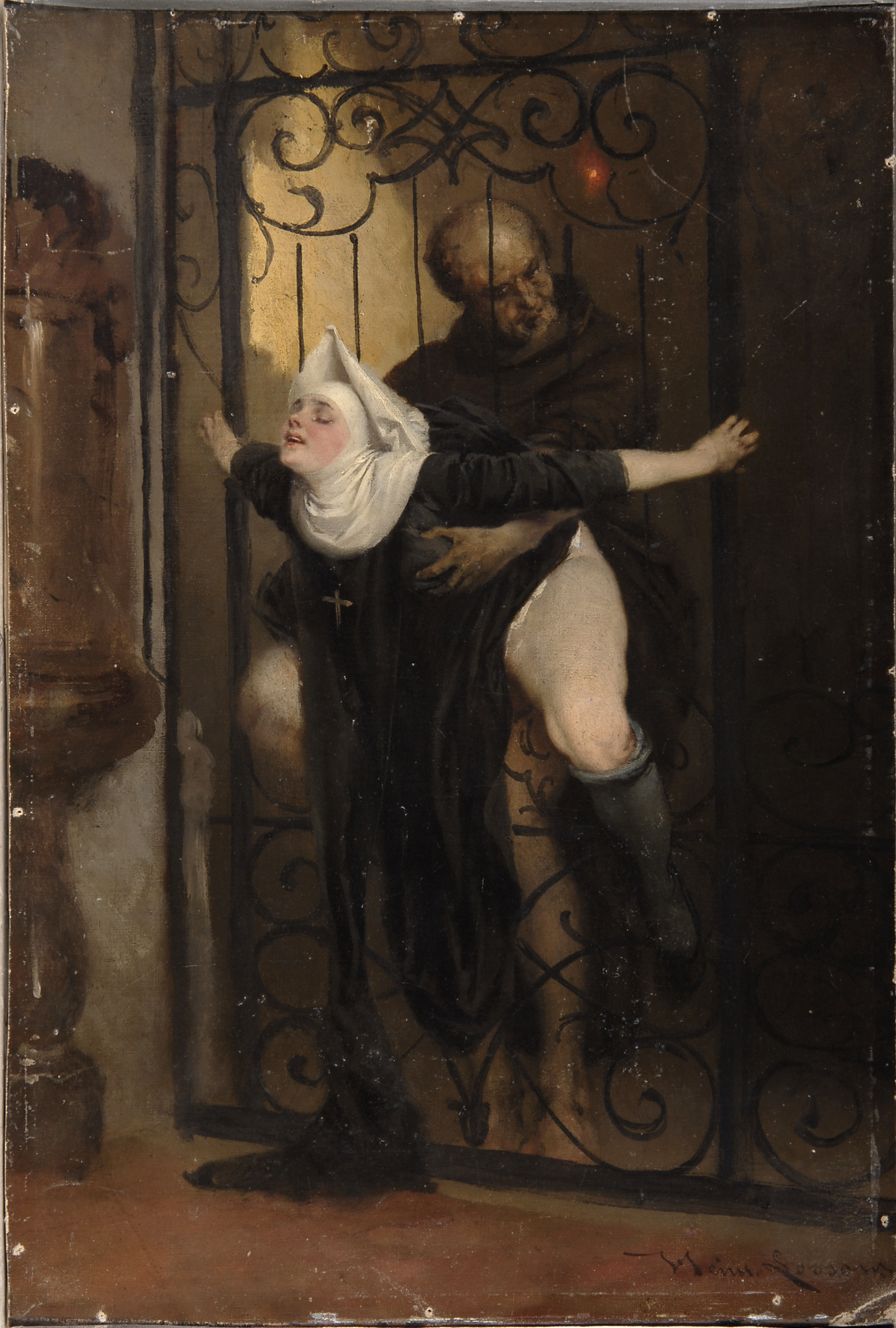
The Sin, uma imagem sobre o Banquete das Cortesãs

## Ligações Externas
- Commons

- Lossow, Heinrich. «History of Art: Erotica in Art» [História da Arte: Erótica na Arte] (Galeria) (em inglês). Consultado em 27 de agosto de 2018. Arquivado do original em 1 de fevereiro de 2010